# Karl Bohnenkamp
Carl Bohnenkamp (10 de Janeiro de 1890 - 27 de Fevereiro de 1930) foi um piloto alemão que combateu na Primeira Guerra Mundial. abateu 15 aeronaves inimigas, o que fez dele um ás da aviação. A sua primeira vitória ocorreu no dia 21 de Setembro de 1917. Foi o maior ás da Jasta 22. Em 1918, foi agraciado com a Medalha de Mérito Militar.